# Mali Zahirți, Dubno
Mali Zahirți (în ucraineană Малі Загірці) este un sat în comuna Tarakaniv din raionul Dubno, regiunea Rivne, Ucraina.

## Demografie
Componența lingvistică a localității Mali Zahirți
     Ucraineană (100%)
Conform recensământului din 2001, toată populația localității Mali Zahirți era vorbitoare de ucraineană (100%).